# Kanton Bulgnéville
Kanton Bulgnéville (fr. Canton de Bulgnéville) byl francouzský kanton v departementu Vosges v regionu Lotrinsko. Skládal se z 24 obcí. Zrušen byl po reformě kantonů 2014.

## Obce kantonu
- Aingeville
- Aulnois
- Auzainvilliers
- Belmont-sur-Vair
- Bulgnéville
- Crainvilliers
- Dombrot-sur-Vair
- Gendreville
- Hagnéville-et-Roncourt
- Malaincourt
- Mandres-sur-Vair
- Médonville
- Morville
- Norroy
- Parey-sous-Montfort
- Saint-Ouen-lès-Parey
- Saint-Remimont
- Saulxures-lès-Bulgnéville
- Sauville
- Suriauville
- Urville
- La Vacheresse-et-la-Rouillie
- Vaudoncourt
- Vrécourt